# Inge Borkh
Inge Borkh (nacida Ingeborg Simon; Mannheim, Alemania; 26 de mayo de 1921 o 1917-26 de agosto de 2018) fue una soprano dramática alemana considerada una de las grandes actrices-cantantes de su generación.

## Biografía
Con la llegada del nazismo debió abandonar Alemania en 1935 porque su padre diplomático era judío. La familia se estableció en Austria, donde estudió actuación en el Seminario Max Reinhardt y danza con Grete Wiesenthal, debutando teatralmente en Linz en 1937. En 1938 se mudó a Suiza definitivamente, primero a Ginebra y luego a Berna. Estudió canto en Milán y Suiza, donde debutó como soprano en 1940 permaneciendo hasta 1951 con la compañía de Lucerna.
Su consagración llegó como Magda Sorel en El Cónsul de Gian Carlo Menotti en Basilea y luego Berlín, promoviéndola a debuts en Viena, Múnich, Londres (en 1959 y 1967), San Francisco (debut americano como Elektra, 1953), Milán (1955, La Fiamma de Respighi), Hamburgo, Cincinnati (estreno americano de Gloriana de Britten en 1956), Salzburgo (1957), Chicago (1956), en el Metropolitan Opera House de Nueva York en 1958 como Salomé y el Teatro Colón de Buenos Aires (Turandot, 1958). En el Festival de Bayreuth de 1952 fue Freía de El oro del Rhin y Sieglinde de Die Walküre dirigida por Wieland Wagner. Desde 1952 fue parte del elenco de la Deutsche Oper Berlin y la Ópera Estatal de Baviera en Munich.
Como joven soprano dramática triunfó en Aida y Lady Macbeth (Verdi); Tosca y Turandot (Puccini); Fidelio (Beethoven); Medea (Cherubini); Elsa, Sieglinde y Senta (Wagner); La Helena egipcia, La tintorera en Die Frau ohne Schatten (Richard Strauss); Euryanthe (Weber) y Antígona (Carl Orff).
Participó en el estreno mundial de Ashmedai de Josef Tal en Hamburgo en 1971, en Macbeth de Ernst Bloch, Irdische Legende de Egk y Lady Macbeth de Mtsensk de Shostakovich en La Scala de Milán.
Será recordada como una de las grandes Elektra y Salomé de Richard Strauss. Su disco más famoso son las escenas sueltas de estas óperas grabadas con Fritz Reiner, la versión integral con Karl Böhm y la registrada en vivo con Dimitri Mitropoulos en Nueva York.
Nacionalizada suiza, se retiró en 1973, regresando al teatro en prosa, donde actuó esporádicamente. En 1977 en Hamburgo fue Volumnia en Coriolanus de William Shakespeare junto a Boy Gobert y en un disco con canciones de cabaret titulado Inge Borkh singt ihre Memoiren.
Fue galardonada con el Hans-Reinhart-Ring, el máximo premio suizo del teatro.
Estuvo casada con el barítono yugoeslavo Alexander Welitsch (1906-1991).
En 2006 publicó su biografía Nicht nur Salomé und Elektra con la colaboración del crítico Thomas Voigt..

## Biografías y bibliografía
- Thomas Voigt: Nicht nur Salome und Elektra: Inge Borkh im Gespräch mit Thomas Voigt. Allitera, München 2006, ISBN 978-3-86520-198-0 und zuletzt 2011, ISBN 978-3-86906-170-2.
- Inge Borkh: Ich komm vom Theater nicht los. Erinnerungen und Einsichten. Henschel Verlag, Berlín 1997, ISBN 3-89487-291-8.
- Peter Dusek: Kulissengespräche. Hundert Weltstars der Oper erzählen Anekdoten.. Dachs-Verlag, Wien 1993, ISBN 3-224-16002-0.
- Alex Natan: Primadonna. Lob der Stimme. Basilius Presse, Basel 1962, OCLC|902146110.
- Theaterlexikon-Inge Borkh|-1|243|244|Thomas Blubacher
- Karl J. Kutsch, Leo Riemens: Großes Sängerlexikon. Dritte, erweiterte Auflage. K. G. Saur, München 1999. Band 1: Aarden-Davis, S. 396.

## Discografía de referencia
- Cherubini: Medea / Vittorio Gui
- Egk: Irische Legende / George Szell
- Gluck: Iphigenie en Aulide / Karl Böhm
- Puccini: Turandot / Alberto Erede
- Schöenberg: Gurrelieder / Rafael Kubelik
- R. Strauss: Elektra / Karl Böhm
- R. Strauss: Elektra / Dimitri Mitropoulos, Festival de Salzburgo
- R. Strauss: Escenas de Salome y Elektra / Fritz Reiner
- R. Strauss: Salome / Joseph Keilberth, Opera Estatal de Baviera, Munich
- R. Strauss: Die Frau ohne Schatten, Joseph Keilberth, reapertura de la Opera Estatal de Baviera, Munich 1963
- Verdi: Ein Maskenball / Giuseppe Patanè
- Wagner: Die Walküre, Festival de Bayreuth 1952, Keilberth
- Wagner: El oro del Rhin, Festival de Bayreuth 1952, Keilberth